# 布托讷河畔当皮埃尔
布托訥河畔当皮埃尔（法語：Dampierre-sur-Boutonne，法語發音：[dɑ̃pjɛʁ syʁ butɔn]）是法国滨海夏朗德省的一个市镇，位于该省北部偏东，属于圣让当热利区。

## 地理
布托讷河畔当皮埃尔（46°4'2"N, 0°24'51"W）面积14.04 平方千米，位于法国新阿基坦大区滨海夏朗德省，该省份为法国西部滨海省份，北起旺代省，西临大西洋，南至吉倫特省，东南接多爾多涅省，东北接德塞夫勒省接壤，东临夏朗德省。
与布托讷河畔当皮埃尔接壤的市镇（或旧市镇、城区）包括：欧奈、布托讷河畔布朗宰、夸韦尔、布托讷河畔圣塞沃兰、拉维勒迪约、希泽、勒韦尔、里沃德布托讷。

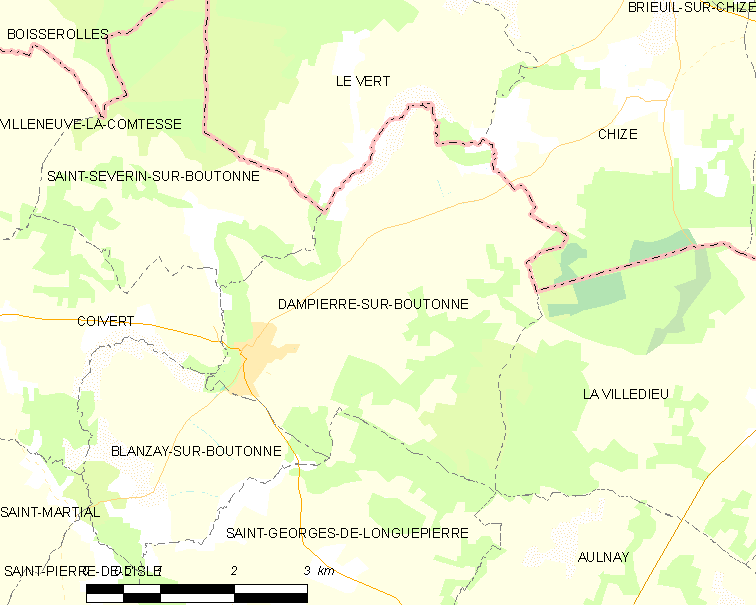
布托讷河畔当皮埃尔的OSM定位图

布托讷河畔当皮埃尔的时区为UTC+01:00、UTC+02:00（夏令时）。

## 行政
布托讷河畔当皮埃尔的邮政编码为17470，INSEE市镇编码为17138。

## 政治
布托讷河畔当皮埃尔所属的省级选区为马塔县。

## 人口

1962-2008年间布托讷河畔当皮埃尔人口变化图示

布托讷河畔当皮埃尔于2022年1月1日时的人口数量为271人。